# Amsterdam Zuid
Amsterdam Zuid vasútállomás Hollandiában, Amszterdam városában.

## Vasútvonalak
Az állomást az alábbi vasútvonalak érintik:
- Weesp–Leiden-vasútvonal
- 51-es villamosvonal

## Kapcsolódó állomások
A vasútállomáshoz az alábbi állomások vannak a legközelebb:
- Schiphol vasútállomás
- Amsterdam RAI
- De Boelelaan/VU